# Umm Dżurn (Manbidż)
Umm Dżurn – wieś w Syrii, w muhafazie muhafazie Aleppo. W 2004 roku liczyła 1137 mieszkańców.